# Округ Тахов
Округ Тахов (чеш. Okres Tachov) је округ у Плзењском крају, у Чешкој Републици. Административно средиште округа је град Тахов.

## Становништво
Према подацима о броју становника из 2012. године округ је имао 53.125 становника.